# Lord-lieutenant du South Glamorgan
Le lord-lieutenant du South Glamorgan (Lord Lieutenant of South Glamorgan en anglais) ou le lord-lieutenant de De Morgannwg (Arglwydd Raglaw De Morgannwg en gallois) est le représentant de la monarchie britannique dans le comté préservé du South Glamorgan, au pays de Galles.
La fonction est pour la première fois exercée par Cennydd Traherne à partir du 1er avril 1974, qui, avant sa nomination occupait la fonction de lord-lieutenant du Glamorgan depuis 1952. Morfudd Meredith est le lord-lieutenant du South Glamorgan depuis 2016.

## Histoire
Au sens du Local Government Act 1888, les zones de lieutenance sont définies à partir des comtés administratifs créés à partir du 1er avril 1889 en Angleterre et au pays de Galles. Cependant, au pays de Galles, celles-ci sont modifiées au 1er avril 1974 d’après la disposition 218 du Local Government Act 1972,.
Une nouvelle zone de lieutenance couvrant le comté du South Glamorgan est ainsi érigée à partir d’une portion de celles du Glamorgan (comprenant le borough de comté de Cardiff) et du Monmouthshire. Alors que les fonctions de lord-lieutenants du Glamorgan et du Monmouthshire sont abolies le 31 mars 1974, celle de lord-lieutenant du South Glamorgan est instituée au 1er avril 1974 par le Lord-Lieutenants Order 1973, un décret du 24 octobre 1973,.
Le Local Government (Wales) Act 1994 abolit les comtés créés au pays de Galles par la loi de 1972 au 31 mars 1996. Toutefois, ceux-ci conservent un rôle cérémoniel limité en tant que comtés préservés, notamment dans le cadre des zones de lieutenance. Ainsi, le comté préservé du South Glamorgan reste opérationnel dans de nouvelles limites territoriales, qui sont les mêmes que celles décrites par la loi en 1972, avec l’ajout des communautés d’Ewenny, de Pentyrch, de St Bride's Major et de Wick, issues du Mid Glamorgan.

## Liste des lord-lieutenants
| Identité             | Lettres patentes de nomination | Souverain    | Qualité                                                                                                 |
| -------------------- | ------------------------------ | ------------ | --- |
| Cennydd Traherne     | 16 juillet 1952                | Élisabeth II | Propriétaire Lord-lieutenant du Mid Glamorgan (1974-1985) Lord-lieutenant du West Glamorgan (1974-1985) |
| Susan Eva Williams   | 16 décembre 1985               | Élisabeth II | Shérif du Glamorgan (1967-1969) Vice-lieutenant du Glamorgan (1969-1974)                                |
| Norman Lloyd-Edwards | 11 septembre 1990              | Élisabeth II | Vice-lieutenant du South Glamorgan (1986-1990)                                                          |
| Peter Beck           | 16 juin 2008                   | Élisabeth II | |
| Morfudd Meredith     | 5 juillet 2016                 | Élisabeth II | Haut-shérif du South Glamorgan (2013-2014)                                                              |